# Бароју (Валча)
Бароју (рум. Băroiu) насеље је у Румунији у округу Валча у општини Тетоју. Oпштина се налази на надморској висини од 256 m.

## Становништво
Према подацима из 2002. године у насељу је живело 453 становника, од којих су сви румунске националности.